# Gunnar Nilsson (kierowca)
Gunnar Nilsson (ur. 20 listopada 1948 w Helsingborgu, zm. 20 października 1978 w Londynie) – szwedzki kierowca wyścigowy; w 1975 zdobył tytuł mistrza Formuły 3; w latach 1976 – 1977 w Formule 1.
Nilsson wystartował w 32 wyścigach Formuły 1. Nie zdarzyło się, by nie zakwalifikował się do wyścigu. Jeździł dla Lotusa, dla którego wygrał Grand Prix Belgii w 1977. Na sezon 1978 miał podpisany kontrakt z Arrows, jednak nigdy nie był już w stanie wystartować w wyścigu.
Zmarł na raka jąder zaledwie miesiąc po tym, jak zginął inny szwedzki kierowca – Ronnie Peterson. Jego matka po śmierci założyła fundację imienia swego syna, która walczy z rakiem.